# أنتوني دبليو. كناب
أنتوني دبليو. كناب (بالإنجليزية: Anthony W. Knapp)‏ هو رياضياتي وأستاذ جامعي أمريكي، ولد في 2 ديسمبر 1941 في موريستاون في الولايات المتحدة.